# Ondrej Glajza (cyclisme, 1994)
Pour les articles homonymes, voir Ondrej Glajza.
Ondrej Glajza, né le 17 juillet 1994, est un coureur cycliste slovaque. Il se spécialise dans le cyclo-cross.

## Palmarès en cyclo-cross
- 2008-2009
  - 2e du championnat de Slovaquie de cyclo-cross cadets
- 2009-2010
  -  Champion de Slovaquie de cyclo-cross cadets
- 2010-2011
  -  Champion de Slovaquie de cyclo-cross juniors
- 2011-2012
  -  Champion de Slovaquie de cyclo-cross juniors
- 2014-2015
  - 2e du championnat de Slovaquie de cyclo-cross
- 2015-2016
  - Tage des Querfeldeinsports (Day of Cyclocross), Ternitz
  - 2e du championnat de Slovaquie de cyclo-cross
- 2016-2017
  - 2e du championnat de Slovaquie de cyclo-cross
- 2018-2019
  -  Champion de Slovaquie de cyclo-cross
- 2020-2021
  - 3e du championnat de Slovaquie de cyclo-cross

## Palmarès en VTT
| - 2012 - Champion de Slovaquie de cross-country juniors - 2013 - 2e du championnat de Slovaquie de cross-country eliminator - 2015 - 3e du championnat de Slovaquie de cross-country eliminator | - 2016 - Champion de Slovaquie de cross-country - 2e du championnat de Slovaquie de cross-country eliminator - 2018 - Champion de Slovaquie de cross-country eliminator - 2e du championnat de Slovaquie de cross-country |